# Högersdorf
Högersdorf er en by og en kommune i det nordlige Tyskland, beliggende i Amt Leezen under Kreis Segeberg. Kreis Segeberg ligger i den sydøstlige del af delstaten Slesvig-Holsten.

## Geografi
Högersdorf ligger lige syd for Bad Segeberg ved motorvejen A 21 mod Bad Oldesloe og ved Bundesstraße B 432 mod Norderstedt.